# Cherry Falls - Il paese del male
Cherry Falls - Il paese del male (Cherry Falls) è un film del 2000 diretto da Geoffrey Wright.

## Trama
(Kenny)
Nei boschi al di fuori della ricca cittadina di Cherry Falls, Virginia, una giovane coppia di adolescenti sta amoreggiando in macchina quando una ragazza dai lunghi capelli neri appare ed uccide entrambi. Nel frattempo, in città, l'adolescente Jody Marken (Brittany Murphy) - la figlia dello sceriffo locale - sta cercando di trattare con il suo fidanzato, Kenny (Gabriel Mann), il quale pensa che sia ora di andare "fino in fondo." Jody dice dolcemente 'no', poi torna a casa e trova suo padre, Brent (Michael Biehn), arrabbiato perché lei è tornata a coprifuoco passato. Il giorno successivo Brent e i suoi assistenti iniziano a indagare sugli omicidi, scoprendo che il killer ha inciso la parola "vergine" su entrambe le vittime. Al liceo, Brent si imbatte nell'intelligente insegnante d'inglese Mr. Marliston (Jay Mohr), che lo esorta a divulgare i dettagli del delitto agli studenti e alla città in modo da eliminare la possibilità di segreti. 
Il killer commette un altro omicidio - ancora una volta una vergine. Preoccupato per la sicurezza della città, Brent tiene un incontro presso la palestra del liceo per raccontare ai genitori la natura dei crimini (gli studenti non sono invitati, ma Jody si intrufola); egli rivela agli abitanti di Cherry Falls che i ragazzi uccisi erano tutti vergini.  Il killer appare e tenta di uccidere Jody, ma lei riesce a fuggire, per poi essere salvata da suo padre. I peggiori timori della scuola sono confermati quando un'orgia su larga scala viene organizzata al di fuori dei confini della città. Alla stazione di polizia, Jody descrive il killer ad un poliziotto, che ne disegna uno schizzo. Brent, visibilmente nervoso, telefona al preside della scuola di sua figlia e gli rivela che l'indagato assomiglia a "Loralee Sherman"; Jody alza la cornetta ed ascolta di nascosto la loro conversazione.
Si scopre che Loralee era una ragazza solitaria al liceo. Dopo aver sostenuto, inascoltata, che una notte quattro ragazzi - tra cui Brent ed il preside - l'avessero violentata, lasciò la città per la periferia rurale, e nessuno sentì più parlare di lei.
Quella notte, mentre l'orgia studentesca comincia, Brent viene rapito dal killer e trascinato via. Jody sta tornando a casa in bicicletta, dal momento che ha rifiutato di avere rapporti sessuali con Kenny alla festa. Si ferma però davanti a casa Marliston, dove trova il professore intento a trascinare un pesante baule. Jody lo aiuta a portarlo nel seminterrato, ma quando lo apre trova con orrore suo padre legato e sanguinante, Marliston è l’assassino e colpisce Jody tramortendola. Kenny arriva alla festa ed incontra una ragazza che ha intenzione di copulare con lui ma, dopo averci pensato, cambia idea e decide di andare da Jody. Nel seminterrato della sua abitazione, Jody rinviene ma si ritrova legata su una poltrona; Marliston chiede a Brent di raccontare la storia di quello che è successo quella notte di 27 anni fa. Brent ammette tra le lacrime che i quattro ragazzi - tra cui lui stesso, pur essendo molto ubriaco - hanno effettivamente stuprato Loralee. Durante il racconto, Marliston inizia a truccarsi, per poi indossare una parrucca nera (un chiaro rimando al look di Loralee). Il professore afferma che, a seguito dello stupro, sua madre ha dato alla luce un figlio (lui stesso) e che Brent è suo padre; da un primo piano degli occhi di Brent e Marliston (identici) è fortemente implicito che lo sceriffo sia in realtà il padre biologico di Marliston.
Kenny si ferma davanti alla casa del professore dopo aver visto la bicicletta di Jody parcheggiata; suona il campanello e viene ricevuto da un Marliston visibilmente infastidito. Il ragazzo intuisce che qualcosa non va ed atterra il professore, chiudendolo fuori, poi scende nel seminterrato e libera sia Jody che Brent, ma quest'ultimo perde la vita lottando con Marliston, il quale rientra nell'abitazione armato di un'ascia. Jody e Kenny fuggono verso l'orgia. Marliston li insegue e uccide un poliziotto. Entra dentro armato di coltello, facendo scoppiare il panico; riesce a ferire molti studenti (tra cui Kenny), ma alla fine Jody lo spinge giù da una finestra, facendolo precipitare su di una staccionata. Il giorno successivo, Jody e la madre escono dalla stazione di polizia dopo aver presentato una versione distorta della verità, ma la ragazza vede per un istante una figura che assomiglia a Loralee Sherman.